# SCR 1845-6357
SCR 1845-6357 (2MASS J18450541-6357475) é um sistema estelar binário que está localizado a cerca de 12,6 anos-luz de distância do Sol, na constelação de Pavo. O componente principal é uma pequena estrela anã vermelha. O componente secundário é uma anã marrom.

## SCR 1845-6357 A
O corpo primário, SCR 1845-6357 A, é uma pequena anã vermelha que possui uma magnitude aparente de 17,4, e uma massa em torno de 7% da massa do Sol. No entanto, as medições ainda são preliminares e estão sujeitas a alterações.

## SCR 1845-6357 B
Sua companheira, SCR 1845-6357 B, é uma anã marrom que é classificada como uma anã de tipo T5.5 (um dos tipos mais frios), tem uma distância projetada observado de 4,1 UA, uma massa estimada entre 40 e 50 vezes a massa de Júpiter, e uma temperatura efetiva estimada de 950 K.